# Csupaszpofájú tamarin

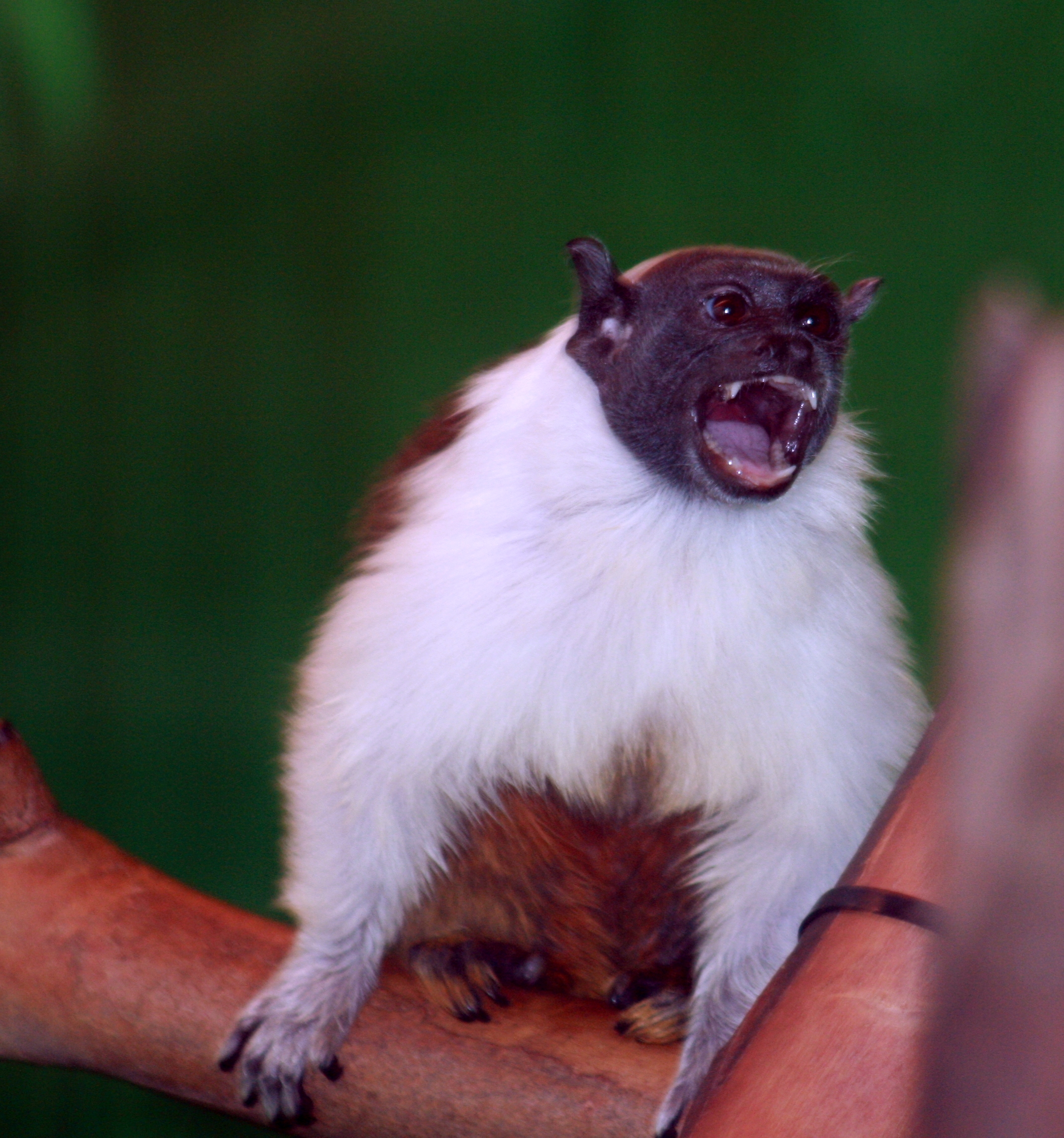

A csupaszpofájú tamarin (Saguinus bicolor) az emlősök (Mammalia) osztályába a főemlősök (Primates) rendjébe és a csuklyásmajomfélék (Cebidae) családjába tartozó faj.
Egyike a leginkább veszélyeztetett majomfajoknak.

## Megjelenése
20-28 centiméter a hossza. Farka hosszabb, mint a teste. Súlya 430 gramm. 
Szőrzete a fejétől a karjáig fehér, testének többi része barna. Hasa vöröses árnyalatú, farkának külső fele fekete.
Sötét színű arca szőrtelen, a fejétől elállnak viszonylag nagy fülei.

## Elterjedése
Brazília területén, az Amazonas-medencében egy szűk területen élnek Manaus város közelében.
Erdőkben élő faj, a fák lombkoronájában él.

## Életmódja
Nagyon aktív állatok. Néhány órás alvástól eltekintve egész nap tevékenyen mozognak, és idejük nagy részét táplálékszerzéssel, társaikkal való játékkal, veszekedéssel töltik.
Csoportokban él, melyek egy domináns nőstényből, több alárendelt nőstényből, egy vagy több hímből és az utódokból állnak. Egy csoportban 3-10 állat szokott együtt élni.
A csoportok az éjszakát a sűrű bozótban vagy egy fa odvában töltik, a nap legnagyobb részében pedig egyik gyümölcstermő fáról vándorolnak a másikra. A karmosmajmok többségéhez hasonlóan főként a magasabb fákon mozog. Kis mérete miatt ki tud mászni a vékonyabb ágakra is.
Könnyű testsúlya miatt a vékony ágakon is biztonságosan mozoghat, ahová a rá vadászó ragadozók nem tudják követni.
Rovarokat, pókokat, gyümölcsöt és fanedvet is fogyaszt.

## Szaporodása
Mint minden tamarinnál, ennél a fajnál is kizárólag a domináns nősténynek van joga párosodni. A nőstény a csoport minden hímjével párosodik. Ez a jelenség (a poliandria) az emlősök között elég ritka jelenségnek számít.
A 140-150 napos vemhesség után általában két kölyköt hoz világra a nőstény. A kicsiket mindig a domináns hím egyed hordozza magával és csak a szoptatási időszakban adja át az anyaállatnak a kölyköket. A kicsik két-három hónapig szopnak és egyéves korukra lesznek ivarérettek.

## Természetvédelmi helyzete
A csupaszpofájú tamarinok elterjedési területe igen szűk és az erdőirtás miatt egyre szűkül. Ráadásul ezen a szűk területen aranykezű tamarinok (Saguinus midas) is élnek és ezek kiszoríthatják a fajt a számára megfelelő területről.
Mindezek miatt a Természetvédelmi Világszövetség (IUCN) a fajt "súlyosan veszélyeztetett'-nek minősítette, vagyis a kihalás veszélye közvetlenül fenyegeti.
Állatkertekben nem túl gyakori faj, Magyarországon 2013 januárjától látható két példány a Szegedi Vadasparkban.
Ez a tamarinfaj igazi állatkerti ritkaságnak számít. A világ állatkertjeiben mindössze kb. 200 egyede él a nemzetközi nyilvántartási rendszer adatai szerint. Valamennyi csupaszpofájú tamarin tulajdonosa a brazil állam, illetve annak természetvédelmi hivatala (IBAMA). A Szegedi Vadasparkba is csak azután kerültek, hogy bejelentkeztünk a nemzetközi fajmegmentési programba, és az IBAMA szakemberei alkalmasnak találták a tartóhelyet és magát az állatkertet arra, hogy a ritka fajt tartsa, illetve a jövőben szaporítsa. A szegedi párnak 2019-ben utódja is született. 